# Perzsa hantmadár
A perzsa hantmadár vagy szarka hantmadár (Oenanthe picata) a madarak osztályának a verébalakúak (Passeriformes) rendjéhez és a  légykapófélék (Muscicapidae) családjához tartozó faj.

## Rendszerezése
A fajt Edward Blyth angol zoológus írta le 1847-ben, a Saxicola nembe Saxicola picata néven.

## Előfordulása
Afganisztán, az Egyesült Arab Emírségek, Egyiptom, India, Irán, Izrael, Kazahsztán, Nepál, Omán, Pakisztán, Tádzsikisztán, Türkmenisztán és Üzbegisztán területén honos. Vonuló faj.
Természetes élőhelyei a szubtrópusi vagy trópusi füves puszták és sivatagok, sziklás környezetben, valamint szántóföldek. Vonuló faj.

## Megjelenése
Testhossza 15 centiméter, testtömege 18–25 gramm.
|  |

## Életmódja
Rovarokkal táplálkozik.

## Természetvédelmi helyzete
Az elterjedési területe rendkívül nagy, egyedszáma pedig stabil. A Természetvédelmi Világszövetség Vörös listáján nem fenyegetett fajként szerepel.